# Roller Skating (Special Olympics)
Roller Skating (Special Olympics) ist eine Sportart, die von Menschen mit einer geistigen Beeinträchtigung ausgeübt wird und bei den Special Olympics Wettkämpfen vertreten ist.

## Allgemeines
Die Sportart Roller Skating eignet sich für alle Altersgruppen. Sie kann Fitness und ein besseres Balancegefühl aufbauen. Da Roller Skating ein beliebter Breitensport ist, bietet er zusätzlich noch die Möglichkeit, auf verschiedenen Leistungsebenen mit anderen zu fahren und so in eine Gruppe integriert zu werden.
Special Olympics Deutschland verwendet für diese Sportart, die umgangssprachlich auch Rollschuhlaufen genannt wird, den englischen Begriff Roller Skating. 1987 wurde bei den 7. Special Olympics World Summer Games in South Bend (USA) Roller Skating in das Sportprogramm der Spiele aufgenommen. Seitdem ist es sowohl in den vierjährig stattfindenden World Summer Games als auch bei Nationalspielen in Deutschland eine Wettbewerbsdisziplin.

## Wettbewerbe

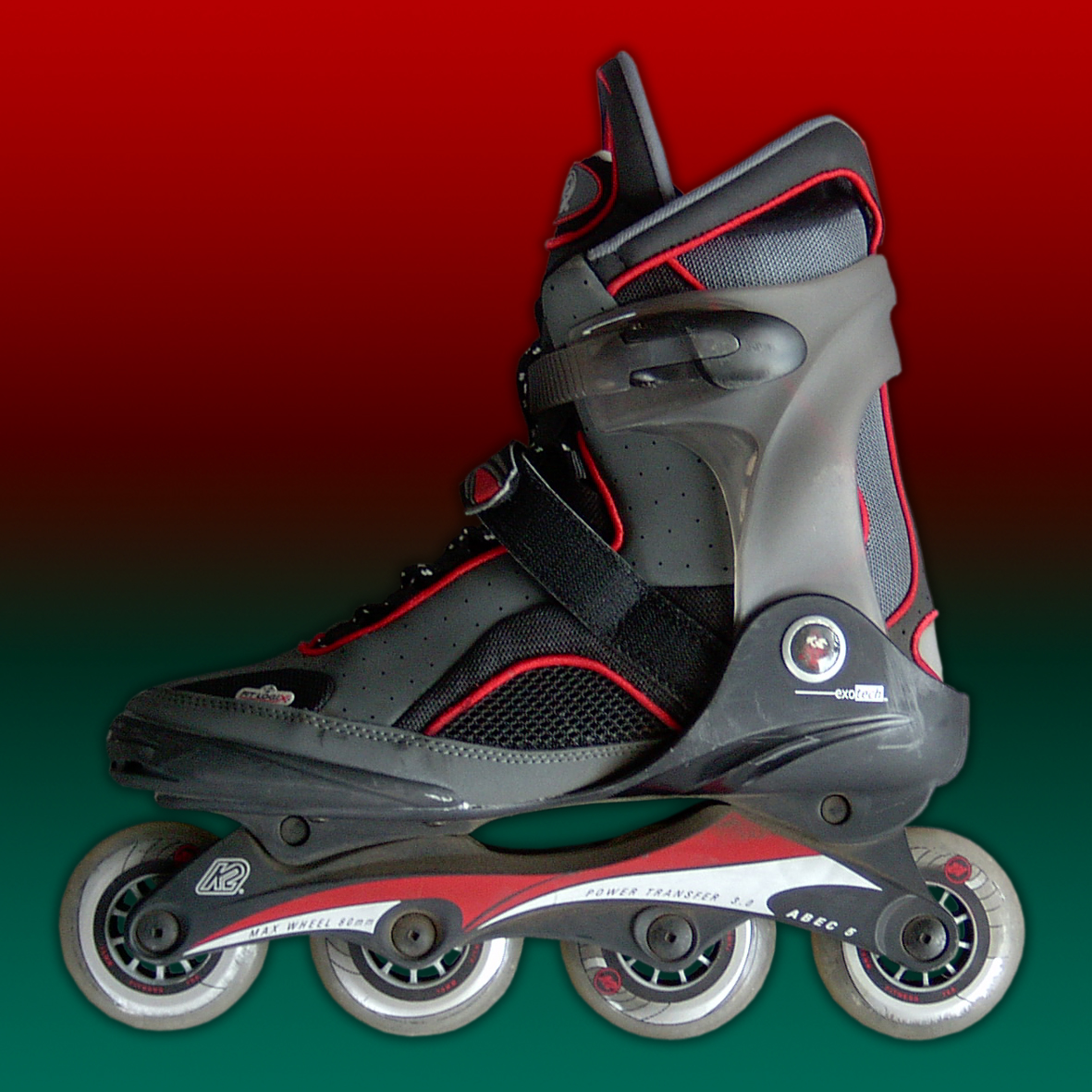
Inlineskates mit vier Rollen

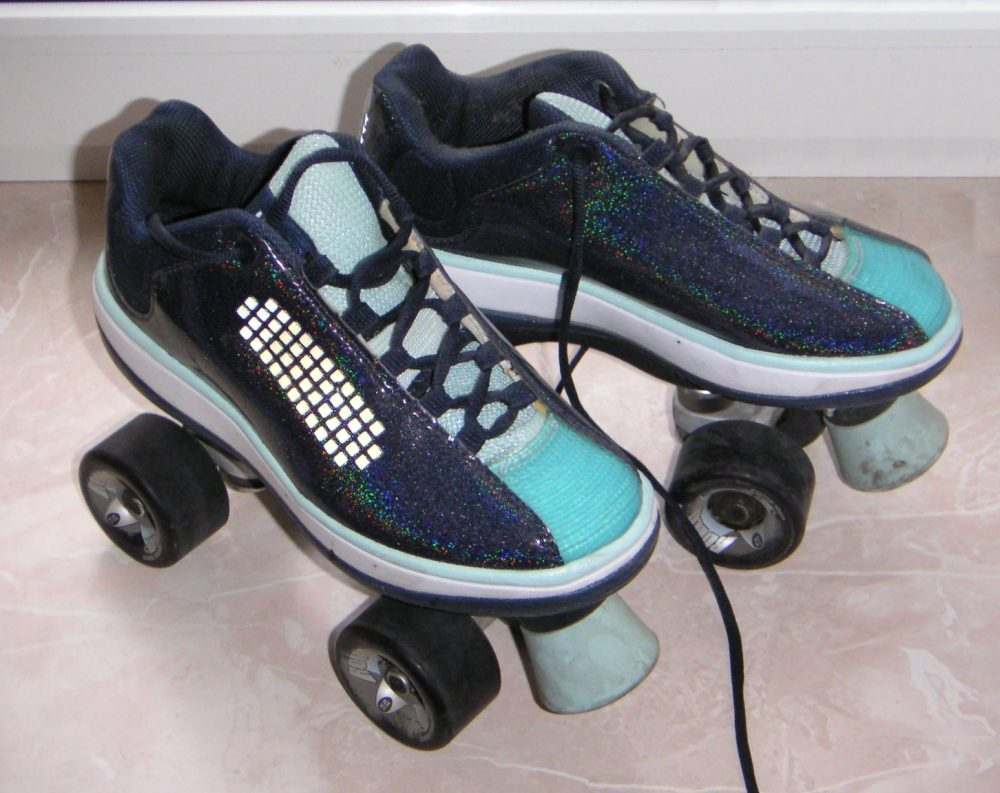
Rollerskates mit zwei Rollen rechts und zwei Rollen links und Stoppern

Roller Skating wird bei den Special Olympics offiziell in drei Disziplinen geteilt: Artistic Wettbewerbe, ähnlich dem Eiskunstlauf, Hockey Wettbewerbe, ein Mannschaftssport, und Speed Wettbewerbe, bei denen es um die Schnelligkeit geht. Special Olympics Deutschland bietet ausschließlich Speed Wettbewerbe an. Die anderen beiden Disziplinen sind auch international eher selten.
Die Wettbewerbe basieren auf den allgemeinen Regeln der Special Olympics (General Rules Special Olympics International), die nach dem Regelwerk des internationalen Fachverbandes World Skate erstellt wurden. Abgesehen von den Klassifizierungen sind alle Läufe Finalläufe, diese werden von einem Renndirektor (englisch Technical Delegate) geleitet.
Für einen Speed-Wettbewerb muss eine Bahn folgende Voraussetzungen haben: Die Fläche muss mindestens 21,34 m breit und 51,82 m lang sein, damit eine ovale 100-m-Bahn entsteht. Diese muss mit vier 8-Zoll-Pylonen markiert werden. Es dürfen auch zusätzliche Markierungen angebracht werden, um die Bahn abzugrenzen.
Die Athletinnen und Athleten dürfen sowohl Roller Skates mit vier Rollen auf zwei Achsen, als auch Inlineskates mit zwei bis fünf Rollen auf einer Achse benutzen. Bei internationalen Wettbewerben steht ihnen zwar frei, Knie-, Hand- und Ellenbogenschützer zu benutzen, für die Teilnahme bei Special Olympics Deutschland sind diese Schutzelemente jedoch obligatorisch. Ein Helm muss bei allen Veranstaltungen getragen werden.
Wer absichtlich blockiert, schlägt, schiebt oder herbeiführt, dass andere stolpern, wird disqualifiziert. Außerdem führt es zum Ausschluss, wenn jemand körperliche Hilfe nach dem Startsignal erhält, an einer Stelle stürzt und so andere beim Laufen beeinträchtigt, Pylone zwischen die Beine nimmt oder die markierte Bahn verlässt. Disqualifizierte kommen auf den letzten Platz, erhalten aber eine Teilnehmerschleife.
Bei den Speed Wettbewerben werden die Teilnehmenden in Leistungsstufen eingeteilt. Die Klassifizierung findet vor den Wettbewerben statt. Nur bei den Staffeln ist ein gemischtes Team möglich, sowohl was das Geschlecht betrifft, als auch bezüglich der Beeinträchtigung.

### Wettbewerbe für niedrige Leistungsstufen
Zur niedrigen Leistungsstufe gehören alle, die mehr als 15 Sekunden für den Lauf einer geraden 30-Meter-Strecke benötigen. Wer schneller läuft, wird in den meisten Fällen vom Renndirektor in eine andere Kategorie eingeteilt.
- 30 m gerade Strecke
- 30 m Slalom um Hütchen herum, die in einem Abstand von 5 m voneinander aufgestellt sind

### Einzel-Wettbewerbe
- 100 m Rundkurs
- 300 m Rundkurs
- 500 m Rundkurs
- 700 m Rundkurs
- 1000 m Rundkurs

### Staffelwettbewerbe
Bei den mit Unified Partnern stattfindenden Staffeln nehmen die Partner immer die zweite bzw. vierte Position ein, am Start beginnen stets die beeinträchtigten Athletinnen bzw. Athleten. Der Staffelwechsel wird durch das Abklatschen mit der Hand vollzogen. Wird der Wechsel nicht vorschriftsmäßig gemacht, so führt das zur Disqualifikation. Mitglieder einer Staffel müssen als Team erkennbar sein und deshalb gleiche Sportkleidung tragen. Es gibt gemischte, sogenannte Unified Staffeln, bei denen die Athleten mit einem nicht beeinträchtigten Partner antreten.
- 2 × 100 m Staffel (zwei Athletinnen oder zwei Athleten oder eine Athletin und ein Athlet)
- 2 × 100 m Staffel Unified (zwei Athletinnen oder zwei Athleten oder eine Athletin und ein Athlet, wobei einer oder eine jeweils Unified Partner ist)
- 2 × 200 m Staffel (zwei Athletinnen oder zwei Athleten oder eine Athletin und ein Athlet)
- 2 × 200 m Staffel Unified (zwei Athletinnen oder zwei Athleten oder eine Athletin und ein Athlet, wobei einer oder eine jeweils Unified Partner ist)
- 4 × 100 m Staffel (vier Athletinnen oder vier Athleten, bzw. als Mixed-Staffel Teilnehmende beider Geschlechter)
- 4 × 100 m Staffel Unified (zwei Athletinnen und zwei Unified Partnerinnen oder zwei Athleten und zwei Unified Partner)

### Roller Skating bei den Special Olympics World Summer Games 2023
Bei den Special Olympics Sommerspielen 2023 in Berlin fanden die Wettbewerbe im Roller Skating in der Eissporthalle Charlottenburg statt und es nahmen 125 Athletinnen und Athleten daran teil. Die Sportart wurde ohne Unified Partner ausgetragen. Das deutsche Team bestand aus zehn Personen.

### Erfolgreiche Athletinnen und Athleten (Auswahl)
- Stefanie Wiegel, Special Olympics Deutschland